# Khondfolket

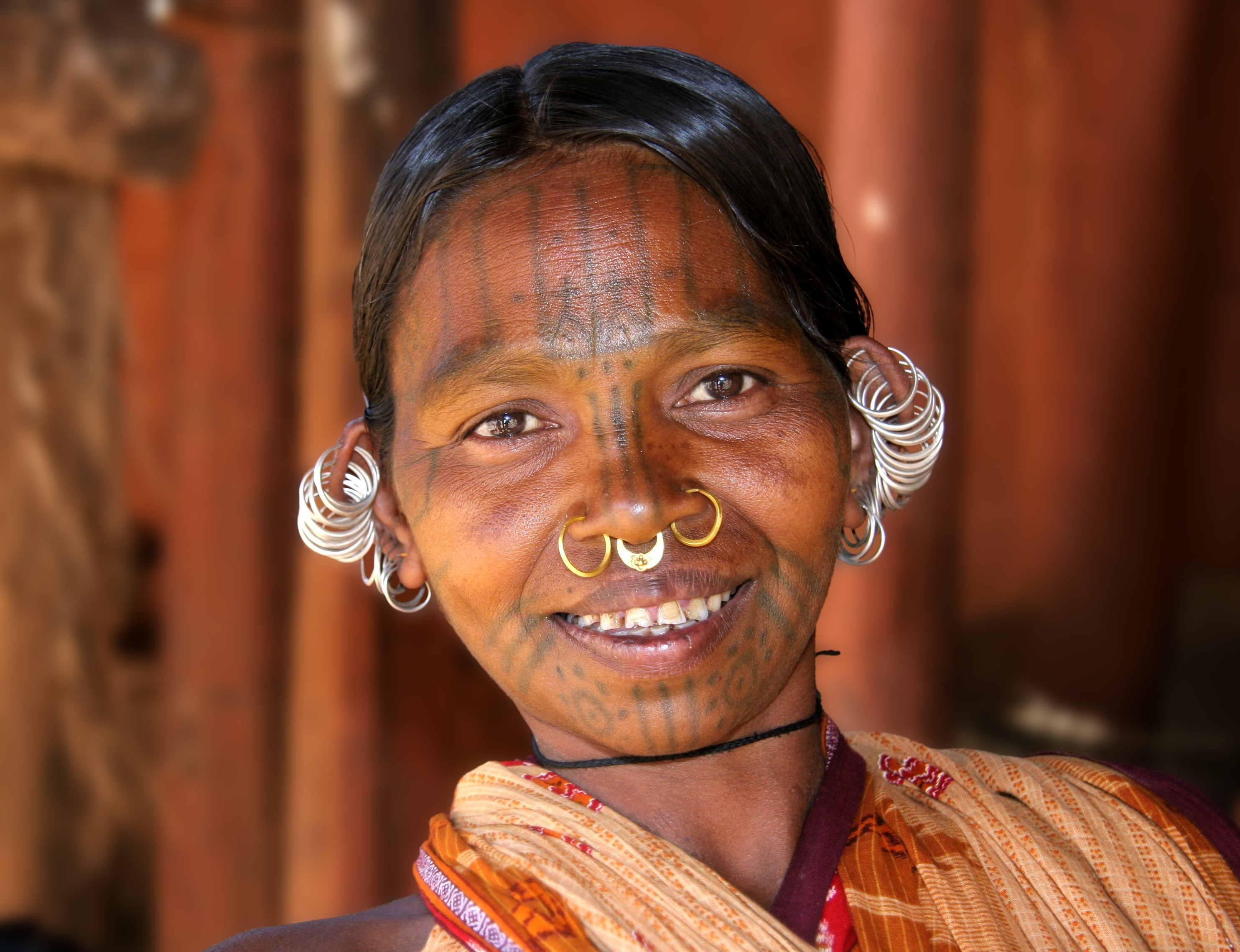
Kvinna av Khondfolket i Indien.

Khond (Kandh) är ett stamfolk i Indien som klassas som scheduled tribe. Det är främst bosatt i delstaten Bihar men finns även i Odisha och Andhra Pradesh samt är en av de större folkgrupperna i Indien. 
Khonderna är jägare-samlare kombinerat med jordbruk. Huvudspråket är kuvi som är ett dravidiskt språk. De har åttiotre gudar och dyrkar huvudguden Sing Bonga samt sina lokala gudar, men religionstillhörigheten delas även mellan hinduism och kristendom.